# Geschwistertier
Der Begriff Geschwistertier bezieht sich in der Regel auf Tiere, die aus demselben Wurf stammen und somit Geschwister sind. 

## Geschwistertiere in der Tierforschung
In der Tierforschung, insbesondere in der Versuchstierkunde, können Geschwistertierpaare verwendet werden, um die Variabilität innerhalb einer Tierpopulation zu minimieren. Dieses Verfahren findet Anwendung, um die Ergebnisse von Experimenten zu standardisieren und zu kontrollieren, da Geschwister oft ähnliche genetische und umweltbedingte Eigenschaften aufweisen.
In der Forschung können Geschwistertierpaare dazu beitragen, die Auswirkungen von Behandlungen oder Interventionen besser zu verstehen, da sie in vielen Aspekten vergleichbar sind.